# Children
Children – trzeci singel brytyjskiej formacji EMF z ich debiutanckiego albumu Schubert Dip.

## Lista utworów

### 7Vinyl UK[1]
1. Children 3:50
2. Strange Brew (Live) 3:08 (cover Erica Claptona)

### CD Single UK & Europe[2]
1. Children 3:50
2. Children (Battle For The Minds Of North Amerikkka) 6:59
3. Strange Brew (Live) 2:57 (cover Erica Claptona)

### Limited Edition 3 Track Live EP 12Canada[3]
1. Children (Live) 4:17
2. I Believe (Live) 3:46
3. Strange Brew (Live) 2:56 (cover Erica Claptona)